# Luis Manuel Galano
Luis Manuel Galano es un deportista cubano que compitió en atletismo adaptado. Ganó una medalla de oro en los Juegos Paralímpicos de Pekín 2008 en la prueba de 400 m (clase T13).

## Palmarés internacional
| Juegos Paralímpicos | Juegos Paralímpicos | Juegos Paralímpicos | Juegos Paralímpicos |
| Año                 | Lugar               | Medalla             | Prueba              |
| ------------------- | ------------------- | ------------------- | ------------------- |
| 2008                | Pekín (China)       | Medalla de oro      | 400 m T13           |